# Volgelsheim

Volgelsheim este o comună în departamentul Haut-Rhin din estul Franței. În 2009 avea o populație de 2.435 de locuitori.

## Evoluția populației
| An        | 1975  | 1982  | 1990  | 1999  | 2006  | 2009  |
| --------- | ----- | ----- | ----- | ----- | ----- | ----- |
| Populație | 1.930 | 2.570 | 2.695 | 2.382 | 2.301 | 2.435 |